# Marsdenia tenii
Marsdenia tenii är en oleanderväxtart som beskrevs av Michael George Gilbert och P. T. Li. Marsdenia tenii ingår i släktet Marsdenia och familjen oleanderväxter. Inga underarter finns listade i Catalogue of Life.